# زبان A-DL
A-DL (مخفف Aerpy Display Language) یک زبان اختصاصی و دکلارتیو است که در سال ۲۰۲۵ توسط تیم بلاکچین Aerpy توسعه یافته است. این زبان برای نمایش متادیتای توکن‌ها به صورت ساختارمند و قابل خواندن توسط ماشین طراحی شده است و به توسعه‌دهندگان امکان می‌دهد نمایش توکن‌ها را به صورت استاندارد و یکپارچه در محیط‌های غیرمتمرکز تعریف کنند.

## معرفی
زبان A-DL با هدف ساده‌سازی تعریف هویت بصری و اطلاعات توکن‌های بلاکچینی طراحی شده است. این زبان بر خلاف زبان‌های قرارداد هوشمند که روی منطق و اجرای دستورات تمرکز دارند، تنها بر نمایش و ساختار اطلاعات مربوط به توکن‌ها تمرکز می‌کند. ساختار و نگارش آن از زبان‌های JSON و YAML الهام گرفته و برای استفاده در رابط‌های کاربری بلاکچین سفارشی‌سازی شده است.

## ویژگی‌ها
- نگارش دکلارتیو و خوانا
- بلوک properties برای تعریف متادیتای اصلی مانند تعداد، دسته‌بندی و سازنده
- قابلیت تشخیص شبکه (تست‌نت یا مین‌نت)
- نسخه‌بندی و اطلاعات تایید قرارداد
- کنترل امنیت نمایش (دسترسی عمومی یا خصوصی، تاریخ انقضا)
- قابلیت افزودن رفتارهای پویا هنگام نمایش

## نمونه نگارش
```
token_display {

    title: "xBet
 
(
XBT
)
"

    properties {

        Category: "Bet"

        Supply: "100000"

        Creator: "aerpy-0-w"

        Status: "Active"

    }

    mode: "testnet"

    metadata {

        version: "1.1"

        verified: false

        last_updated: "2025-06-17"

    }

    security {

        access: "public"

        expires_at: "2026-01-01"

    }

    behavior {

        on_render: "function
()
 { return 'Display Loaded'; }"

    }

    theme: "dark"

}

```

## کاربرد در بلاکچین Aerpy
در بلاکچین Aerpy، توکن‌ها می‌توانند قراردادهای A-DL را همراه با تعاریف اصلی خود داشته باشند. این قراردادها توسط اکسپلوررها، کیف‌پول‌ها و اپلیکیشن‌های مینی تحلیل و اجرا می‌شوند و نمایش یکنواخت و ساختارمند را در همه پلتفرم‌ها تضمین می‌کنند. از آنجا که Aerpy از تصویر توکن به صورت بومی پشتیبانی نمی‌کند، A-DL به عنوان یک استاندارد متنی، امکان توصیف دقیق و امن هر توکن را فراهم می‌کند.

## ببینید همچنین
- قرارداد هوشمند
- زبان‌های برنامه‌نویسی دکلارتیو
- استانداردهای توکن